# Pacouria paraensis
Pacouria paraensis är en oleanderväxtart som först beskrevs av Huber, och fick sitt nu gällande namn av Marcel Pichon. Pacouria paraensis ingår i släktet Pacouria och familjen oleanderväxter. Inga underarter finns listade i Catalogue of Life.